# Avi Arad
Avi Arad (hebreiska: אבי ארד,), född 1 augusti 1948 i Ramat Gan, Israel, är en israelisk-amerikansk affärsman. Han blev VD för bolaget Marvel Toys under 1990-talet, och snart därefter blev han kreativ chef på Marvel Entertainment. 1993 grundade han Marvel Studios.

## Producent filmografi (urval)
- 2014 – The Amazing Spider-Man 2
- 2013 – Pac-Man: The Adventure Begins
- 2012 – The Avengers
- 2012 – The Amazing Spider-Man
- 2012 – Ghost Rider: Spirit of Vengeance
- 2010 – Robosapien: Rebooted
- 2010 – Iron Man 2
- 2009 – X-Men Origins: Wolverine
- 2008 – The Incredible Hulk
- 2008 – Iron Man
- 2008 – Punisher: War Zone
- 2007 – Bratz: The Movie
- 2007 – Fantastic Four: Rise of the Silver Surfer
- 2007 – Spider-Man 3
- 2007 – Ghost Rider
- 2006 – X-Men: The Last Stand
- 2005 – Fantastic Four
- 2005 – Elektra
- 2004 – Blade: Trinity
- 2004 – Spider-Man 2
- 2004 – The Punisher
- 2003 – Hulk
- 2003 – X-Men 2
- 2003 – Daredevil
- 2002 – Spider-Man
- 2002 – Blade II
- 2000 – X-Men
- 2000 – X-Men: Evolution
- 1999 – The Avengers: United They Stand
- 1999 – Spider-Man Unlimited
- 1998 – Blade
- 1998 – Nick Fury: Agent of Shield
- 1998 – Silver Surfer: The Animated Series
- 1996 – Generation X
- 1996 – The Incredible Hulk
- 1994 – Spider-Man
- 1994 – Fantastic Four: The Animated Series
- 1994 – Iron Man: The Animated Series
- 1993 – The Bots Master
- 1993 – Double Dragon
- 1993 – King Arthur & the Knights of Justice